# Rainer Czichon
Rainer Maria Czichon (* 15. September 1961 in München) ist ein deutscher Vorderasiatischer Archäologe.

## Leben
Er besuchte von 1967 bis 1971 die Grundschule in Markt Schwaben und von 1971 bis 1980 das mathematische-naturwissenschaftliche Gymnasium in Erding, wo er das Abitur ablegte. Er studierte von 1980 bis 1991 vorderasiatische Archäologie, Assyriologie, Osteo-Archäologie und Ägyptologie an der Ludwig-Maximilians-Universität München, wo er im Februar 1986 mit der Magisterarbeit Die Darstellung von Haltung und Bewegung auf den neuassyrischen Reliefs den M.A. erwarb und mit der Dissertation Die Gestaltungsprinzipien der neuassyrischen Flachbildkunst am 16. Juli 1992 magna cum laude promoviert wurde. Mit der Habilitationsschrift Studien zur Regionalgeschichte von Hattuscha-Bogazköy wurde er am 26. Januar 2004 an der Julius-Maximilians-Universität Würzburg habilitiert. Hauptamtliche Wissenschaftliche Hilfskraft war er 1986 am Institut für Assyriologie der Universität München. Von 1992 bis 1994 war er Lehrbeauftragter am Archäologischen Institut der Universität Hamburg in der Sektion „Alter Orient“. Wissenschaftlicher Mitarbeiter war er von 1987 bis 1994 am DFG-Projekt Tall Munbaqa der Technischen Universität Hamburg-Harburg im Arbeitsbereich Städtebau und Stadtplanung. Als Referent für Kleinasiatische Archäologie und Leiter der Bibliothek war er von 1994 bis 1999 am Deutschen Archäologischen Institut Istanbul beschäftigt. Im Sommer 2001 lehrte er als Gastdozent an der Boğaziçi Üniversitesi. Als Habilitationsstipendiat der Deutschen Forschungsgemeinschaft (1999–2002) war er Lehrbeauftragter am Orientalischen Institut der Universität Würzburg. Von 2002 bis 2005 war er wissenschaftlicher Assistent am Institut für Vorderasiatische Archäologie der Freien Universität Berlin und Mitorganisator des vierten International Congress of the Archaeology of the Ancient Near East (ICAANE) 2004 in Berlin. Von 2005 bis 2008 war er wissenschaftlicher Assistent am Institut für Vorderasiatische Archäologie der Freien Universität Berlin. Seit 2004 ist er Privatdozent mit Lehrbefugnis am Institut für Altorientalistik der Universität Würzburg. Seit 2006 hat er bezahlte Lehraufträge im Wintersemester am Institut für Altorientalistik der Friedrich Schiller Universität Jena. Er lehrte im Januar 2007 als Erasmusdozent an der Selçuk Üniversitesi in Konya. Seit 2009 ist er wissenschaftlicher Mitarbeiter am Institut für Altorientalistik (Nerikprojekt).

## Schriften (Auswahl)
- Die Gestaltungsprinzipien der neuassyrischen Flachbildkunst und ihre Entwicklung vom 9. zum 7. Jahrhundert v. Chr. (= Münchener vorderasiatische Studien. Band 13).  (= Münchener Universitäts-Schriften. Philosophische Fakultät. Band 12). Profil-Verlag, München u. a. 1992, ISBN 3-89019-308-0 (zugleich Dissertation, München 1992).
- mit Peter Werner: Ausgrabungen in Tall Munbāqa – Ekalte. Band 1. Die bronzezeitlichen Kleinfunde (= Wissenschaftliche Veröffentlichungen der Deutschen Orient-Gesellschaft. Band 97). Saarbrücken, ISBN 3-447-05554-5.
- mit Peter Werner: Ausgrabungen in Tall Munbāqa – Ekalte. Band 4. Die bronzezeitliche Keramik (= Wissenschaftliche Veröffentlichungen der Deutschen Orient-Gesellschaft. Band 118). Harrassowitz Verlag, Wiesbaden 2008, ISBN 978-3-447-05675-5.
- als Herausgeber mit Hartmut Kühne und Florian J. Kreppner:  Proceedings of the 4th International Congress of the Archaeology of the Ancient Near East. Harrassowitz Verlag, Wiesbaden 2008.
  - Band 1. The reconstruction of environment: Natural resources and human interrelations through time. Art history: Visual communication. ISBN 3-447-05703-3.
  - Band 2.  Social and cultural transformation: The archaeology of transitional periods and dark ages. Excavation reports. ISBN 3-447-05757-2.
- als Herausgeber mit Dominik Bonatz und F. Janoscha Kreppner: Fundstellen. Gesammelte Schriften zur Archäologie und Geschichte Altvorderasiens. Ad honorem Hartmut Kühne. Harrassowitz Verlag, Wiesbaden 2008, ISBN 978-3-447-05770-7.